# Zagreb (comitaat)
Het comitaat Zagreb    (Kroatisch:  Zagrebačka županija , Hongaars: Zágráb vármegye ,  Duits: Komitat Agram ) was een historisch comitaat in het middenwesten van het koninkrijk Kroatië en Slavonië (Hongaars: Horvát-Szlavónország) , maakte deel uit van Transleithanië en de Landen van de Heilige Hongaarse Stefanskroon. Tegenwoordig is het grondgebied verdeeld over de Kroatische provincies:  Zagreb , Zagreb (provincie) , Sisak-Moslavina en Karlovac (provincie). Het gebied maakte eerder gedeeltelijk deel uit van de Militaire Grens. Het comitaat had de meeste inwoners en de grootste oppervlakte, qua comitaten van het koninkrijk Kroatië en Slavonië.
Het comitaat bestond vanaf de Hoge Middeleeuwen tot het Verdrag van Trianon in 1920. De hoofdstad van het comitaat was Zagreb / Zágráb / Agram en dankt haar naam aan deze stad. In Zagreb zetelde ook de Ban van Kroatië en functioneerde als hoofdstad van het koninkrijk Kroatië en Slavonië en haar voorgangers sinds 1102, toen Kroatië in personele unie werd verbonden met het koninkrijk Hongarije.

## Ligging

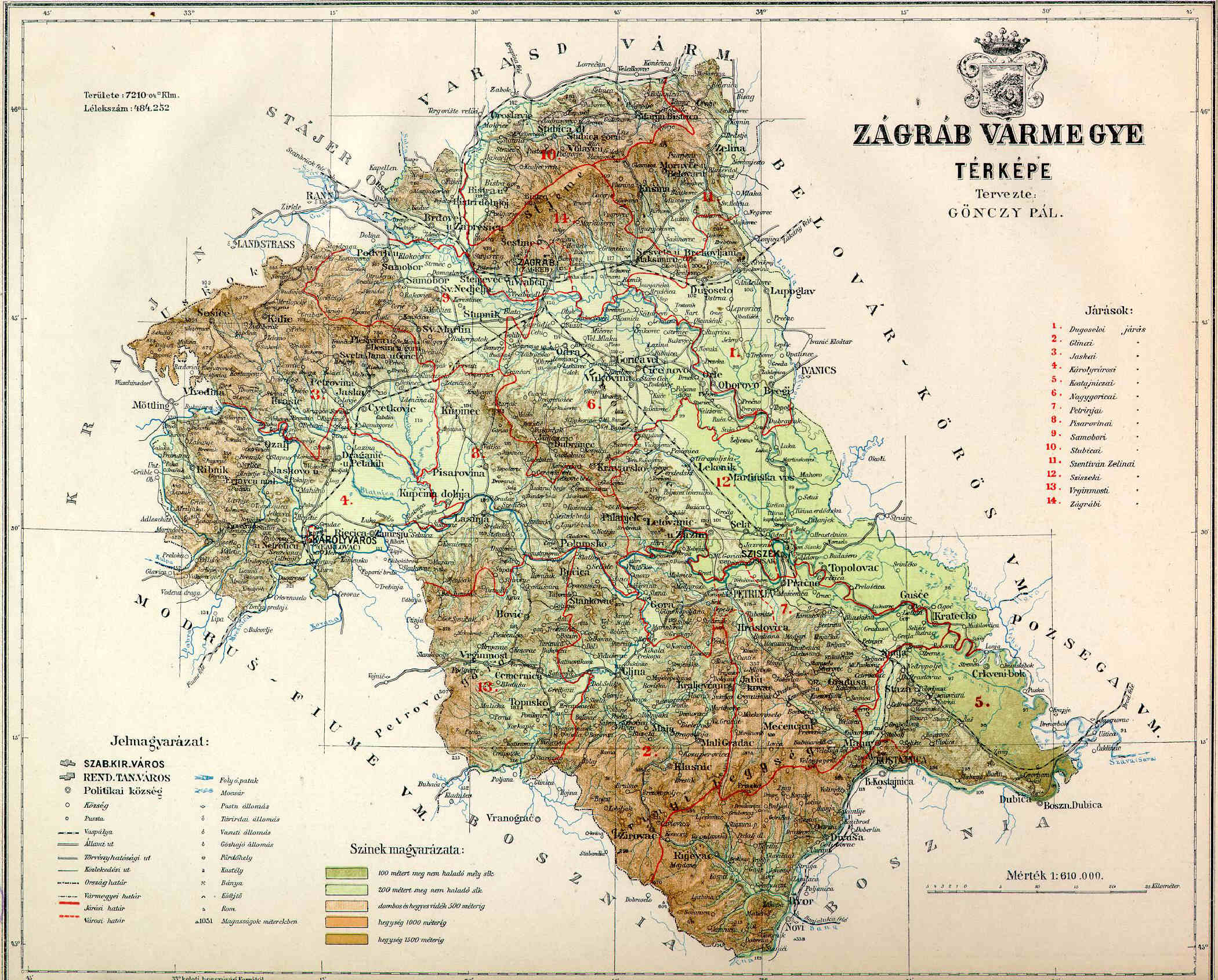
Kaart van het comitaat Zagreb / Zágráb / Agram in 1890

Het comitaat grensde enerzijds aan de Kroatische comitaten: Varasd , Belovár-Kőrös , Pozsega  en Modrus-Fiume. 
Anderzijds aan de Oostenrijkse kroonlanden: Hertogdom Stiermarken en het Hertogdom Krain. 
De zuidoostgrens vormde de Una, die ook gelijk de landsgrens vormde met het Bosnië (Ottomaanse provincie), toen het er geen deel meer vanuit maakte, tussen 1878 en 1918 grensde het aan het enige gebied van Oostenrijk-Hongarije, dat na de Bosnische crisis in 1908, een Condominium (staatsvorm) vormde en daarvoor als Oostenrijks-Hongaars bestuur van Bosnië en Herzegovina, na het Congres van Berlijn, een militaire bezetting was van het Oostenrijks-Hongaars leger. In 1910 kreeg dat dezelfde rechten, als de andere Kroonlanden.
Het comitaat had enigszins een vlak en anderszins vooral een heuvelachtig en bergachtig landschap in het grootste deel van het comitaat, waarin ook hoofdstad Zagreb / Zágráb / Agram  gelegen was, naast dat deze stad gelegen was aan de Sava. De Kupa met meerdere kleinere rivieren doorstroomde het gebied. Onder andere maakten de middelgebergten:  Medvednica , Hrvatsko Zagorje en het Zrinska gora  deel uit van het comitaat.

## Districten
| Stoeldistrict       | Hoofdplaats                               |
| ------------------- | ----------------------------------------- |
| Dugo Selo           | Dugoselo                                  |
| Dvor                | Dvor                                      |
| Glina               | Glina                                     |
| Jastrebarsko        | Jastrebarsko / Jaska                      |
| Karlovac            | Karlovac / Károlyváros / Karlstadt        |
| Hrvatska Kostajnica | Nova Gradiška / Kosztajnica / Castanowitz |
| Velika Gorica       | Velika Gorica / Nagygorica                |
| Petrinja            | Petrinja / Petrinya / Petrinia            |
| Pisarovina          | Pisarovina / Piszárovina                  |
| Samobor             | Samobor / Szamobor                        |
| Donja Stubica       | Donja Stubica / Stubica                   |
| Sveti Ivan Zelina   | Sveti Ivan Zelina / Szentivánzelina       |
| Sisak               | Sisak / Sziszek / Sissak                  |
| Topusko             | Topusko / Topuszka                        |
| Zagreb              | Zagreb / Zágráb / Agram                   |
| Stadsdistrict       |                                           |
| Zagreb              | Zagreb / Zágráb / Agram                   |
| Karlovac            | Karlovac / Károlyváros / Karlstadt        |
| Petrinja            | Petrinja / Petrinya / Petrinia            |
| Sisak               | Sisak / Sziszek / Sissak                  |